# Pretzel Logic
| Recensione              | Giudizio         |
| ----------------------- | ---------------- |
| AllMusic                | [ 7 ]            |
| Robert Christgau        | A+               |
| Sputnikmusic            | 5.0 (Classic)    |
| Piero Scaruffi          | [ 10 ]           |
| Ondarock                | (Pietra miliare) |
| Dizionario del Pop-Rock | [ 12 ]           |
| 24.000 dischi           | [ 13 ]           |

 Pretzel Logic è il terzo album in studio del gruppo musicale statunitense Steely Dan, pubblicato il 20 febbraio 1974 dalla casa discografica ABC Records.

## Tracce
Tutti i brani sono stati composti da Walter Becker e Donald Fagen tranne dove indicato.
Lato A
1. Rikki Don't Lose That Number – 4:30
2. Night by Night – 3:36
3. Any Major Dude Will Tell You – 3:05
4. Barrytown – 3:17
5. East St. Louis Toodle-Oo – 2:45 (Duke Ellington, Bubber Miley)

Durata totale: 17:13
Lato B
1. Parker's Band – 2:36
2. Through with Buzz – 1:30
3. Pretzel Logic – 4:28
4. With a Gun – 2:15
5. Charlie Freak – 2:41
6. Monkey in Your Soul – 2:31

Durata totale: 16:01

## Formazione
- Donald Fagen – voce solista, tastiere
- Walter Becker – basso elettrico, chitarra, accompagnamento vocale-cori
- Jeff Baxter – chitarra
- Denny Dias – chitarra
- Jim Hodder – batteria

Altri musicisti
- Ben Benay – chitarra
- Dean Parks – chitarra, banjo
- David Paich – tastiere
- Michael Omartian – tastiere
- Victor Feldman – tastiere, percussioni
- Ernie Watts – sassofono
- Jerome Richardson – sassofono
- Plas Johnson – sassofono
- Ollie Mitchell – tromba
- Chuck Rainey – basso
- Timothy B. Schmit – basso
- Wilton Felder – basso
- Jeff Porcaro – batteria
- Jim Gordon – batteria[16]

Note aggiuntive
- Gary Katz – produttore
- Registrazioni effettuate al The Village Recorder di West Los Angeles (California)
- Roger (The Immortal) Nichols – ingegnere delle registrazioni
- Ed Caraeff – art direction, fotografie interne copertina album
- Raeanne Rubenstein – fotografia copertina album
- David Larkham – design album[17]

## Classifica
LP
| Anno | Classifica Album | Posizione raggiunta |
| ---- | ---------------- | ------------------- |
| 1974 | Billboard 200    | 8                   |

Singoli
| Anno | Titolo del brano             | Classifica        | Posizione raggiunta |
| ---- | ---------------------------- | ----------------- | ------------------- |
| 1974 | Rikki Don't Lose That Number | Billboard Hot 100 | 4                   |
| 1974 | Pretzel Logic                | Billboard Hot 100 | 57                  |